# Stef Van Campenhout
Stef Van Campenhout (28 mei 1998) is een Belgisch schermer.

## Levensloop
Van Campenhout behaalde in het floretschermen brons op de Europese Spelen van 2023. In de halve finale verloor hij van de Pool Michal Siess. Op de Europese kampioenschappen in het Bulgaarse Plovdiv eerder dat jaar werd hij elfde.
Hij is afkomstig uit Kalmthout en liep school aan het College van het Eucharistisch Hart te Essen. Vervolgens ging hij aan de VUB studeren, alwaar hij in 2019 een bachelor lichamelijke opvoeding behaalde en vervolgens voor handelsingenieur ging studeren. Hij is aangesloten bij Brussels Fencing Club.